# Campionato europeo femminile di pallavolo 1997
Il campionato europeo femminile di pallavolo 1997 si è svolto dal 27 settembre al 5 ottobre 1997 a Brno e Zlín, in Repubblica Ceca: al torneo hanno partecipato dodici squadre nazionali europee e la vittoria finale è andata per la seconda volta alla Russia.

## Qualificazioni
Al torneo hanno partecipato: la nazionale del paese organizzatore, le prime quattro nazionali classificate al campionato europeo 1995 e sette nazionali qualificate tramite il torneo di qualificazione.

## Regolamento

### Formula
Le squadre hanno disputato una prima fase a gironi con formula del girone all'italiana; al termine della prima fase:
- Le prime due classificate di ogni girone hanno acceduto alla fase finale per il primo posto, strutturata in semifinali, finale per il terzo posto e finale.
- La terza e la quarta classificata di ogni girone hanno acceduto alla fase finale per il quinto posto, strutturata in semifinali, finale per il terzo settimo posto e finale per il quinto posto.

### Criteri di classifica
Sono stati assegnati 2 punti alla squadra vincente e 1 a quella sconfitta.
L'ordine del posizionamento in classifica è stato definito in base a:
- Punti;
- Ratio dei set vinti/persi;
- Ratio dei punti realizzati/subiti;
- Risultati degli scontri diretti.

## Squadre partecipanti
| Squadra     | Qualificazione                            | Ultima partecipazione |
| ----------- | ----------------------------------------- | --------------------- |
| Bielorussia | 1ª al torneo di qualificazione (girone D) | Paesi Bassi 1995      |
| Bulgaria    | 1ª al torneo di qualificazione (girone A) | Paesi Bassi 1995      |
| Croazia     | 2ª al campionato europeo 1995             | Paesi Bassi 1995      |
| Germania    | 4ª al campionato europeo 1995             | Paesi Bassi 1995      |
| Italia      | 1ª al torneo di qualificazione (girone B) | Paesi Bassi 1995      |
| Lettonia    | Spareggio al torneo di qualificazione     | Paesi Bassi 1995      |
| Paesi Bassi | 1ª al campionato europeo 1995             | Paesi Bassi 1995      |
| Polonia     | 1ª al torneo di qualificazione (girone E) | Paesi Bassi 1995      |
| Rep. Ceca   | Paese organizzatore                       | Paesi Bassi 1995      |
| Romania     | Spareggio al torneo di qualificazione     | Repubblica Ceca 1993  |
| Russia      | 3ª al campionato europeo 1995             | Paesi Bassi 1995      |
| Ucraina     | 1ª al torneo di qualificazione (girone C) | Paesi Bassi 1995      |

## Torneo

### Fase a gironi
| Girone A    | Girone B  |
| ----------- | --------- |
| Bielorussia | Croazia   |
| Bulgaria    | Germania  |
| Lettonia    | Italia    |
| Paesi Bassi | Rep. Ceca |
| Polonia     | Romania   |
| Russia      | Ucraina   |

#### Girone A

##### Risultati
| 27 settembre 1997 ?, Zlín Durata: ? - Spettatori: ? | Bulgaria    | 3 - 0 | Paesi Bassi | 15-5, 15-9, 15-10                |
| 27 settembre 1997 ?, Zlín Durata: ? - Spettatori: ? | Polonia     | 3 - 0 | Lettonia    | 15-7, 15-9, 15-10                |
| 27 settembre 1997 ?, Zlín Durata: ? - Spettatori: ? | Bielorussia | 1 - 3 | Russia      | 11-15, 3-15, 15-9, 4-15          |
| 28 settembre 1997 ?, Zlín Durata: ? - Spettatori: ? | Bulgaria    | 3 - 0 | Polonia     | 15-7, 15-8, 15-5                 |
| 28 settembre 1997 ?, Zlín Durata: ? - Spettatori: ? | Lettonia    | 3 - 0 | Bielorussia | 15-12, 16-14, 15-8               |
| 28 settembre 1997 ?, Zlín Durata: ? - Spettatori: ? | Paesi Bassi | 2 - 3 | Russia      | 11-15, 5-15, 5-15                |
| 29 settembre 1997 ?, Zlín Durata: ? - Spettatori: ? | Bielorussia | 3 - 2 | Bulgaria    | 15-13, 3-15, 15-13, 9-15, 15-11  |
| 29 settembre 1997 ?, Zlín Durata: ? - Spettatori: ? | Russia      | 3 - 0 | Lettonia    | 15-2, 15-5, 15-8                 |
| 29 settembre 1997 ?, Zlín Durata: ? - Spettatori: ? | Polonia     | 3 - 1 | Paesi Bassi | 15-10, 4-15, 15-13, 15-4         |
| 1º ottobre 1997 ?, Zlín Durata: ? - Spettatori: ?   | Bulgaria    | 0 - 3 | Russia      | 0-15, 0-15, 0-15                 |
| 1º ottobre 1997 ?, Zlín Durata: ? - Spettatori: ?   | Polonia     | 3 - 0 | Bielorussia | 15-5, 15-7, 15-12                |
| 1º ottobre 1997 ?, Zlín Durata: ? - Spettatori: ?   | Paesi Bassi | 2 - 3 | Lettonia    | 15-12, 15-13, 7-15, 10-15, 13-15 |
| 2 ottobre 1997 ?, Zlín Durata: ? - Spettatori: ?    | Russia      | 3 - 1 | Polonia     | 15-6, 15-13, 3-15, 15-7          |
| 2 ottobre 1997 ?, Zlín Durata: ? - Spettatori: ?    | Bielorussia | 0 - 3 | Paesi Bassi | 4-15, 12-15, 10-15               |
| 2 ottobre 1997 ?, Zlín Durata: ? - Spettatori: ?    | Lettonia    | 0 - 3 | Bulgaria    | 2-15, 9-15, 6-15                 |

##### Classifica
| Pos. | Squadra     | Pt | G | V | P | SV | SP | Ratio | PF  | PS  | Ratio |
| ---- | ----------- | -- | - | - | - | -- | -- | ----- | --- | --- | ----- |
| 1.   | Russia      | 10 | 5 | 5 | 0 | 15 | 2  | 7,500 | 237 | 110 | 2,154 |
| 2.   | Bulgaria    | 8  | 5 | 3 | 2 | 11 | 6  | 1,833 | 202 | 163 | 1,239 |
| 3.   | Polonia     | 8  | 5 | 3 | 2 | 10 | 7  | 1,428 | 200 | 185 | 1,081 |
| 4.   | Lettonia    | 7  | 5 | 2 | 3 | 6  | 11 | 0,545 | 174 | 229 | 0,759 |
| 5.   | Paesi Bassi | 6  | 5 | 1 | 4 | 6  | 12 | 0,500 | 192 | 235 | 0,817 |
| 6.   | Bielorussia | 6  | 5 | 1 | 4 | 4  | 14 | 0,285 | 174 | 257 | 0,677 |

      Qualificata alle semifinali per il primo posto.
      Qualificata alle semifinali per il quinto posto.

#### Girone B

##### Risultati
| 27 settembre 1997 ?, Brno Durata: ? - Spettatori: ? | Italia    | 3 - 0 | Ucraina   | 15-12, 15-9, 15-11         |
| 27 settembre 1997 ?, Brno Durata: ? - Spettatori: ? | Rep. Ceca | 3 - 0 | Romania   | 15-11, 15-7, 15-8          |
| 27 settembre 1997 ?, Brno Durata: ? - Spettatori: ? | Germania  | 0 - 3 | Croazia   | 7-15, 2-15, 9-15           |
| 28 settembre 1997 ?, Brno Durata: ? - Spettatori: ? | Ucraina   | 3 - 0 | Romania   | 15-11, 15-10, 15-13        |
| 28 settembre 1997 ?, Brno Durata: ? - Spettatori: ? | Croazia   | 3 - 0 | Rep. Ceca | 15-4, 15-9, 15-8           |
| 28 settembre 1997 ?, Brno Durata: ? - Spettatori: ? | Italia    | 3 - 1 | Germania  | 15-10, 14-16, 16-14, 15-10 |
| 29 settembre 1997 ?, Brno Durata: ? - Spettatori: ? | Romania   | 0 - 3 | Croazia   | 7-15, 6-15, 13-15          |
| 29 settembre 1997 ?, Brno Durata: ? - Spettatori: ? | Rep. Ceca | 3 - 0 | Italia    | 15-9, 15-5, 15-7           |
| 29 settembre 1997 ?, Brno Durata: ? - Spettatori: ? | Germania  | 3 - 0 | Ucraina   | 15-7, 15-9, 15-13          |
| 1º ottobre 1997 ?, Brno Durata: ? - Spettatori: ?   | Italia    | 3 - 0 | Romania   | 15-5, 15-10, 15-7          |
| 1º ottobre 1997 ?, Brno Durata: ? - Spettatori: ?   | Germania  | 0 - 3 | Rep. Ceca | 10-15, 12-15, 3-15         |
| 1º ottobre 1997 ?, Brno Durata: ? - Spettatori: ?   | Ucraina   | 0 - 3 | Croazia   | 7-15, 11-15, 6-15          |
| 2 ottobre 1997 ?, Brno Durata: ? - Spettatori: ?    | Romania   | 3 - 0 | Germania  | 17-15, 16-14, 15-7         |
| 2 ottobre 1997 ?, Brno Durata: ? - Spettatori: ?    | Croazia   | 3 - 1 | Italia    | 16-14, 14-16, 15-13, 15-7  |
| 2 ottobre 1997 ?, Brno Durata: ? - Spettatori: ?    | Rep. Ceca | 1 - 3 | Ucraina   | 15-11, 14-16, 11-15, 12-15 |

##### Classifica
| Pos. | Squadra   | Pt | G | V | P | SV | SP | Ratio  | PF  | PS  | Ratio |
| ---- | --------- | -- | - | - | - | -- | -- | ------ | --- | --- | ----- |
| 1.   | Croazia   | 10 | 5 | 5 | 0 | 15 | 1  | 15,000 | 240 | 139 | 1,726 |
| 2.   | Rep. Ceca | 8  | 5 | 3 | 2 | 10 | 6  | 1,666  | 208 | 174 | 1,195 |
| 3.   | Italia    | 8  | 5 | 3 | 2 | 10 | 7  | 1,428  | 221 | 209 | 1,057 |
| 4.   | Ucraina   | 7  | 5 | 2 | 3 | 6  | 10 | 0,600  | 187 | 221 | 0,846 |
| 5.   | Germania  | 6  | 5 | 1 | 4 | 4  | 12 | 0,333  | 174 | 227 | 0,766 |
| 6.   | Romania   | 6  | 5 | 1 | 4 | 3  | 12 | 0,250  | 156 | 216 | 0,722 |

      Qualificata alle semifinali per il primo posto.
      Qualificata alle semifinali per il quinto posto.

### Fase finale

#### Finali 1º e 3º posto
|  | Semifinali | Semifinali | Semifinali |                 |    | Finale | Finale    | Finale |
|  |            |            |            |                 |    |        |           |        |
|  | 1A         | Russia     | 3          |                 |    |        |           |        |
|  | 1A         | Russia     | 3          |                 |    |        |           |        |
|  | 2B         | Rep. Ceca  | 0          |                 |    |        |           |        |
|  | 2B         | Rep. Ceca  | 0          |                 | 1A | Russia | 3         |        |
|  |            |            |            |                 | 1A | Russia | 3         |        |
|  |            |            |            |                 |    | 1B     | Croazia   | 0      |
|  | 2A         | Bulgaria   | 1          |                 |    | 1B     | Croazia   | 0      |
|  | 2A         | Bulgaria   | 1          |                 |    |        |           |        |
|  | 1B         | Croazia    | 3          |                 |    |        |           |        |
|  | 1B         | Croazia    | 3          | Finale 3° posto |    |        |           |        |
|  |            |            |            |                 |    |        |           |        |
|  |            |            |            |                 |    | 2A     | Bulgaria  | 0      |
|  |            |            |            |                 |    | 2A     | Bulgaria  | 0      |
|  |            |            |            |                 |    | 2B     | Rep. Ceca | 3      |

##### Semifinali
| 4 ottobre 1997 ?, Brno Durata: ? - Spettatori: ? | Russia   | 3 - 0 | Rep. Ceca | 15-4, 15-2, 15-1          |
| 4 ottobre 1997 ?, Brno Durata: ? - Spettatori: ? | Bulgaria | 1 - 3 | Croazia   | 2-15, 15-10, 12-15, 12-15 |

##### Finale 3º posto
| 5 ottobre 1997 ?, Brno Durata: ? - Spettatori: ? | Bulgaria | 0 - 3 | Rep. Ceca | 13-15, 10-15, 7-15 |

##### Finale
| 5 ottobre 1997 ?, Brno Durata: ? - Spettatori: ? | Russia | 3 - 0 | Croazia | 15-7, 15-12, 15-9 |

#### Finali 5º e 7º posto
|  | Semifinali | Semifinali | Semifinali |                 |    | Finale 5º posto | Finale 5º posto | Finale 5º posto |
|  |            |            |            |                 |    |                 |                 |                 |
|  | 3A         | Polonia    | 3          |                 |    |                 |                 |                 |
|  | 3A         | Polonia    | 3          |                 |    |                 |                 |                 |
|  | 4B         | Ucraina    | 0          |                 |    |                 |                 |                 |
|  | 4B         | Ucraina    | 0          |                 | 3A | Polonia         | 0               |                 |
|  |            |            |            |                 | 3A | Polonia         | 0               |                 |
|  |            |            |            |                 |    | 3B              | Italia          | 3               |
|  | 4A         | Lettonia   | 0          |                 |    | 3B              | Italia          | 3               |
|  | 4A         | Lettonia   | 0          |                 |    |                 |                 |                 |
|  | 3B         | Italia     | 3          |                 |    |                 |                 |                 |
|  | 3B         | Italia     | 3          | Finale 7º posto |    |                 |                 |                 |
|  |            |            |            |                 |    |                 |                 |                 |
|  |            |            |            |                 |    | 4B              | Ucraina         | 3               |
|  |            |            |            |                 |    | 4B              | Ucraina         | 3               |
|  |            |            |            |                 |    | 4A              | Lettonia        | 1               |

##### Semifinali
| 4 ottobre 1997 ?, Brno Durata: ? - Spettatori: ? | Polonia  | 3 - 0 | Ucraina | 15-8, 15-10, 15-13 |
| 4 ottobre 1997 ?, Brno Durata: ? - Spettatori: ? | Lettonia | 0 - 3 | Italia  | 9-15, 4-15, 12-15  |

##### Finale 7º posto
| 5 ottobre 1997 ?, Brno Durata: ? - Spettatori: ? | Ucraina | 3 - 1 | Lettonia | 13-15, 15-5, 15-9, 15-7 |

##### Finale 5º posto
| 5 ottobre 1997 ?, Brno Durata: ? - Spettatori: ? | Polonia | 0 - 3 | Italia | 13-15, 9-15, 10-15 |

## Classifica finale
| Pos     | Squadra     | Rosa |
| ------- | ----------- | --- |
| Oro     | Russia      | Formazione: Artamonova, Batuchtina, Belikova, Godina, Gračëva, Men'šova, Morozova, Safronova, Čukanova, Tebenichina, Tiščenko, Vasilevskaja, CT: Karpol' |
| Argento | Croazia     | |
| Bronzo  | Rep. Ceca   | |
| 4       | Bulgaria    | |
| 5       | Italia      | |
| 6       | Polonia     | |
| 7       | Ucraina     | |
| 8       | Lettonia    | |
| 9       | Paesi Bassi | |
| 10      | Germania    | |
| 11      | Romania     | |
| 12      | Bielorussia | |

|  | Qualificata alla Grand Champions Cup 1997. |